# Gustav Schmidt (Landrat)
Gustav Schmidt (* 21. Juli 1895 in Weißwasser, Österreich-Ungarn; † 31. Juli 1943) war ein sudetendeutscher Jurist, Rechtsanwalt und Landrat.

## Leben und Wirken
Nach Schulbesuch, Studium der Rechtswissenschaften und Promotion zum JUDr. war Schmidt als Rechtsanwalt tätig.
In der neugegründeten Tschechoslowakei wurde er 1919 Mitglied der Deutschen Nationalpartei (DNP) und trat am 27. Juni 1936 der Sudetendeutschen Partei (SdP) bei. 
Nach der im Oktober 1938 erfolgten Besetzung der Grenzgebiete der Tschechoslowakei durch das Deutsche Reich und der Bildung des Reichsgaus Sudetenland trat Schmidt zum 1. November 1938 in die NSDAP (Mitgliedsnummer 6.749.002) ein und stellte sich als Rechtsanwalt in den Dienst der neuen Machthaber. Er wurde in den öffentlichen Dienst übernommen und im Mai 1940 zum Regierungsrat befördert. Nachdem durch den Ausbruch des Zweiten Weltkrieges der bisherige Landrat von Römerstadt zum Wehrdienst einberufen wurde, übernahm Schmidt aufgrund seiner juristischen Kenntnisse vertretungsweise die Funktion des Landrates des Landkreises Römerstadt im Regierungsbezirk Troppau. Diese Funktion wurde ihm im Januar 1941 definitiv übertragen. Als der Landrat Friedrich Hartmann im Landkreis Freudenthal zur Wehrmacht einberufen wurde, musste er gleichzeitig vertretungsweise auch die Funktion des Landrates in Freudenthal übernehmen.